# Hay Island (ö i Australien, Queensland, lat -13,67, long 143,69)
Hay Island är en ö i Australien. Den ligger i delstaten Queensland, omkring 1 800 kilometer nordväst om delstatshuvudstaden Brisbane. Arean är 0,47 kvadratkilometer. Den sträcker sig 1,0 kilometer i nord-sydlig riktning, och 0,7 kilometer i öst-västlig riktning.